# 李端愿
李端愿（？—1091年），字公谨，北宋潞州上党（今山西省长治）人。
李端愿是李遵勖的次子，李評的父亲。李端愿因为母亲万寿公主的关系，七岁时授如京副使，四次迁官恩州团练使。官至邢州观察使、镇东军留后，知襄州、郢州二州，本路转运使向朝廷献羡财数十万而得赏，李端愿上书常赋三折，百姓不堪命。宋仁宗怒，夺其转运使之赏，重申折变之禁。宋英宗即位，以李端愿为武康军节度使、知相州。辞官，为醴泉观使。神宗即位，朝廷想要筑啰兀城，他手写赵普谏阻宋太宗北伐的手疏进呈宋神宗。连年告老，以太子少保致仕。宋哲宗即位，官至太子太保。死后赠开府仪同三司。李端愿精通医术，撰有《简验方》一卷，已佚。出自《宋史·艺文志》。